# یک دلار سوراخ شده
یک دلار سوراخ شده (به ایتالیایی: Un dollaro bucato) یک فیلم وسترن اسپاگتی به کارگردانی جورجو فرونی، نویسندگی جورجو استگانی و فرونی و با هنرمندی جولیانو جما و آیدا گالی در سال ۱۹۶۵ است.

## بازیگران
- جولیانو جما (در نقش مونتگومری وود) - گری اوهارا
- ایولین استوارت - جودی اوهارا
- پیر کرسوی (در نقش پیتر کراس) - مک‌کوری / ماکس کوری / مک‌کوی / آلوسیوس مک‌کنزی
- جوزپه آدوباتی (در نقش جان مک داگلاس) - دونالدسون
- فرانکو فانتازیا (در نقش فرانک فارل) - کلانتر اندرسون
- تولیو آلتامورا (به عنوان تور آلتمایر) - پیتر
- ماسیمو ریگی (به عنوان مکس دین) - برد
- فرانسیسکو فانتازیا (در نقش فرانک فارل) - کلانتر جورج اندرسون
- آندره اسکاتی (در نقش اندرو اسکات) - باریک
- ناتسارنو زامپرلا (در نقش نیکلاس سنت جان) - فیل اوهارا / جک سیاه / چشم سیاه
- جوزپه آدوباتی (در نقش جان مک دوگلاس) - دونالدسون

## اکران
یک دلار سوراخ شده برای اولین بار در سال ۱۹۶۵. اکران شد پس از اکران در ایالات متحده، تقریباً تمام اعضای بازیگران و تیم تولید نام خود را برای مخاطبان انگلیسی تغییر دادند.

## استقبال
این فیلم دومین فیلم پردرآمد ایتالیایی در سال ایتالیا بود و پس از فیلم «به‌خاطر چند دلار بیشتر» با فروشی معادل ۲٬۲۲۵٬۰۰۰ دلار قراردارد.